# Daniela Nieves
Daniela Nieves (4 juli 1997) is een actrice, vooral bekend door haar rol als Andrea Cruz (Andi) in de Nickelodeon-serie Verhekst!. Daniela speelde ook mee in Una Maid en Manhattan, El Rostro de Analía en La viuda de Blanco.
Ze werd geboren in Venezuela en verhuisde naar de Verenigde Staten.

## Televisie
| Jaar      | Serie                 | Rol                |
| --------- | --------------------- | ------------------ |
| 2006      | La viuda de Blanco    | Patricia Giraldo   |
| 2008      | El Rostro de Analía   | Adriana Montiel    |
| 2011      | Una Maid en Manhattan | Alejandra Varela   |
| 2014      | Mi corazón es tuyo    | Guadalupe Martinez |
| 2014-2015 | Verhekst!             | Andrea "Andi" Cruz |
| 2015      | Talia in the Kitchen  | Andrea "Andi" Cruz |
| 2015      | WITS Academie         | Andrea "Andi" Cruz |